# 北海道振興
北海道振興株式会社（ほっかいどうしんこう、HOKKAIDO SHINKO Co., Ltd.）は、本社を北海道札幌市に置く企業。

## 歴史・概要
1949年（昭和24年）に石鹸の原料油の製造を行う北海道化成として設立されたが、1959年（昭和34年）に飲食店ビルの管理事業を開始すると共に社名を変更した。
すすきの地区で飲食店ビル「グリーンビル」を運営したほか、「グリーンホテル」の名称でホテル運営も行っていた。
函館市で約85億円を投じてテーマパークの建設を行なって挫折したり、リゾートホテル事業にも進出したが業績が低迷するなどバブル期の投資が財務内容を悪化させたことから約170億円の債務超過に陥り、2003年（平成15年）4月9日に民事再生法の適用を申請して経営破綻した。
2012年（平成24年）11月にホテル事業から完全撤退し、不動産賃貸業を主とした事業継続中。

## 年表
- 1949年（昭和24年） - 北海道化成として設立[1]。
- 1959年（昭和34年） - 飲食店ビルの管理事業を開始し、社名を変更[1]。
- 1973年（昭和48年） - 札幌証券取引所に株式上場[1]。
- 2003年（平成15年）
  - 4月9日 - 民事再生法適用申請[1]。
  - 上場廃止。

## 主な事業内容

### 現在
- 不動産（ビル）の賃貸[1]
  - グリーンビル - 飲食店ビル・オフィスビル。No.1〜11まで7棟ある（No.4,8-10はなし）。
  - サイバーシティビル - 飲食店ビル
- 駐車場の経営

### 過去
- ホテル経営
  - グリーンホテル札幌（札幌市南区） - 1987年（昭和62年）12月10日に開業したシティホテル[2]。2004年にアパホテルへ売却され、「アパホテル&リゾート札幌」に名称変更[3]。
  - ススキノグリーンホテル（中央区） - ビジネスホテルチェーン。2012年11月6日付でアパホテルへ売却され、同日より「アパホテル札幌すすきの駅」を筆頭名称とする新名称に変更[4][3][5]。
    - ススキノグリーンホテル1→アパホテル札幌すすきの駅前[3][6]
    - ススキノグリーンホテル2→アパホテル札幌すすきの駅西
    - ススキノグリーンホテル3→アパホテル札幌すすきの駅南[3][6]

  - ホテル緑館 - リゾートホテルチェーン。以下の企業に売却され、名称も一部変更。
    - 奥尻湯ノ浜温泉ホテル緑館（奥尻町） - 1991年（平成3年）4月27日に湯浜地区に奥尻島では初の本格的なホテルとして開業[7]。2002年（平成14年）8月に業績不振で閉館を決めて[8]、一旦閉館となった跡、地元出資で設立された奥尻観光の運営で2003年（平成15年）5月に営業を再開した[9]。
    - 北湯沢温泉ホテル緑館（伊達市） - 1998年（平成10年）7月に野口観光に売却され[10]、「ホロホロ山荘」に名称変更。
    - サロマ湖温泉ホテル緑館（佐呂間町） - 2004年（平成16年）7月にルートインジャパンに売却され[11]、冬期間を除いて営業する「ホテルグランティアサロマ湖」に名称変更。
    - 十勝幕別温泉ホテル緑館（幕別町） - 1991年（平成3年）12月7日に幕別町依田の幕別町営国民宿舎跡に開業[12]。2004年（平成16年）7月にルートインジャパンに売却され[13]、「十勝幕別温泉グランヴィリオホテル」に名称変更。